# بیلیخ
بیلیخ (به لاتین: Bılıx) یک منطقه مسکونی در جمهوری آذربایجان است که در شهرستان فضولی واقع شده است. بیلیخ ۸۶۲ نفر جمعیت دارد.